# Chihuahua de pelo largo

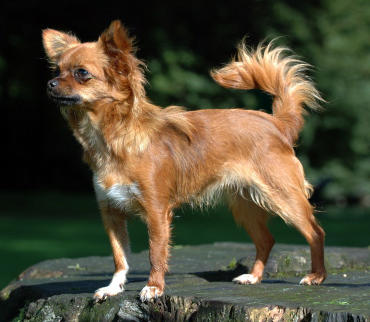

El chihuahua de pelo largo o chihuahua de abrigo largo es una variedad de la raza de perro Chihuahueño, que se diferencia de la de pelo liso.

## Características
Los chihuahuas de pelo largo tienen el pelo fino y sedoso, que puede ser lacio o ligeramente ondulado y el pelo es muy largo en las orejas, el cuello, la cara posterior de las extremidades, los pies y la cola.
La raza es definida por su masa corporal, no su altura, por lo que los tamaños varían notablemente, típicamente entre 17 y 21 centímetros a la cruz.La raza es más larga que alta, prefiriéndose machos de cuerpo corto.
Su peso no puede superar las 6 libras (2,7 kilogramos) a igual pelo liso.
Viven alrededor de 17 años. Son de carácter inteligente, afectuoso, posesivo.

## Enfermedades
La raza requiere relativamente muchos cuidados en su pelaje, aunque no deben protegerse de los climas fríos como se hace con la variedad de pelo liso. Se debe prestar especial atención a que no les entre agua en las orejas, pues son propensos a la infecciones. También requieren una buena higiene bucal, para prevenir la caída de dientes.
Pueden sufrir de enfermedades cardíacas y problemas de vista.